# Ivan Mahaim
Pour les articles homonymes, voir Mahaim.
Ivan Mahaim, né le 25 juin 1897 à Liège et mort le 3 décembre 1965 à Lausanne, est un cardiologue, musicographe et musicien vaudois.

## Biographie
Ivan Mahaim arrive à Lausanne en 1899 avec son père, nommé professeur de psychiatrie à l'université et directeur de l'asile de Cery. À l'âge de 17 ans, il s'engage comme volontaire dans l'armée belge durant la Première Guerre mondiale. Il prépare sa maturité fédérale dans les tranchées et la passe avec succès à Genève en 1918 lors d'une permission.
De retour en Suisse, il effectue des études de médecine à Lausanne avec une spécialisation en médecine interne et en anatomie pathologique, avant d'aller se perfectionner à Paris puis à Vienne. Il est notamment célèbre pour avoir décrit plusieurs types de voies accessoires pathologiques conduisant l'influx électrique cardiaque entre oreillettes et ventricules, dites "fibres de Mahaim", parfois responsables de crises de tachycardie réciproque jonctionnelle paroxystiques.
Passionné aussi par la musique classique, Beethoven en particulier, Ivan Mahaim est l'auteur reconnu de plusieurs études musicologiques. Son ouvrage sur les dernières années du Maître de Bonn : Beethoven : Naissance et renaissance des derniers quatuors paru en 1964, fait figure de référence parmi les études du genre. Il est enfin président et cofondateur de la Société suisse de cardiologie de 1946 à 1952.
Un fonds Ivan Mahaim a été créé à la Bibliothèque cantonale et universitaire de Lausanne.